# Winter's Bone
Pour plus de détails, voir Fiche technique et Distribution.
Winter's Bone est un film dramatique américain réalisé par Debra Granik en 2010. Adaptation du roman éponyme de Daniel Woodrell publié en 2006, il a révélé au cinéma Jennifer Lawrence.
On y suit une adolescente vivant dans la forêt des Monts Ozarks, contrainte de partir à la recherche de son père fraîchement sorti de prison afin de sauver sa famille de l'expulsion.
Le film remporte le Grand prix du jury au Festival de Sundance 2010 et le Prix du jury du Festival de Deauville.

## Synopsis
Dans les monts Ozarks du Missouri, Ree Dolly (Jennifer Lawrence) est responsable de ses jeunes frère et soeur, Sonny (Isaiah Stone) et Ashlee (Ashlee Thompson), ainsi que de leur mère souffrant d'un trouble psychique. Elle leur apprend à chasser et faire à manger pour subvenir à leurs besoins alimentaires. Jessup, leur père, a disparu depuis longtemps ; ils savent uniquement qu'il a été libéré sous caution après une arrestation pour fabrication de méthamphétamine.
Le Shérif Baskin (Garret Dillahunt) annonce aux Dolly qu'ils seront mis à la rue si le père de famille ne se présente pas à son audience, car la maison a été incluse dans la caution. Ree part chercher son père, en commençant par aller voir son oncle, Teardrop Dolly (John Hawkes), dépendant à la méthamphétamine. Elle continue ses recherches auprès de parents éloignés, avant de se diriger vers le chef du crime local, Thump Milton. Cependant, il refuse de la rencontrer, mettant en avant des rumeurs stipulant que son père aurait fui la région, ou serait mort dans l'incendie d'un laboratoire clandestin.
Le procès arrivé, Jessup ne s'y présente pas. Lorsque le garant (Tate Taylor) menace d'expulser la famille Dolly dans une semaine, Ree admet qu'elle le sait mort, bien qu'on lui demande de fournir des preuves supplémentaires.
Ree retourne voir Milton, et est battue par les femmes de sa famille. Son oncle Teardrop la sauve, avant de lui révéler que son père a été tué car il comptait dénoncer des fabricants clandestins de méthamphétamine. Il ne connaissait cependant pas ses meurtriers, et l'avertit de ne pas lui dire l'identité du coupable, si elle le découvre.
En rentrant d'un bar, Ree et son oncle se font arrêter par le shérif. Lors de son interrogation, Teardrop le convainc de les laisser partir. Ree cherche à s'engager dans l'armée, pour le bonus de 40 000 dollars accordé aux soldats. Le recruteur la dissuade en lui rappelant que sa raison est purement intéressée, et qu'étant mineure, elle a besoin des signatures de ses parents.
Plusieurs jours plus tard, pendant la nuit, les femmes de Milton s'introduisent chez Ree et lui proposent de lui montrer la dépouille de son père. Après avoir recouvert sa tête d'un sac, elles la conduisent à un étang. Elles prennent une barque et rament dans une zone peu profonde, où, sous la surface de l'eau, le corps de son père est visible. Comme preuve pour le shériff, elles suggèrent que ses mains coupées feront l'affaire, justifiant au Shériff qu'un inconnu les a posées devant le domicile familial.
Le garant donne à Ree une partie de la caution en cash, laissée par un associé anonyme de son père. Elle pense confier le banjo de son père à Teardrop, qui le refuse. Avant qu'ils ne se quittent, il lui avoue connaître l'identité de l'assassin. Le film se clôt sur Ree rassurant Sonny et Ashlee, cette dernière jouant du banjo.

## Fiche technique
- Titre : Winter's Bone
- Réalisation : Debra Granik
- Scénario : Debra Granik et Anne Rosellini, d'après le roman éponyme de Daniel Woodrell
- Production : Anne Rosellini, Alix Madigan et Kathryn Dean
- Société de production : Anonymous Content
- Distribution : Pretty Pictures
- Décors : Rebecca Brown
- Costumes : Rebecca Hofherr
- Photographie : Michael McDonough
- Montage : Affonso Gonçalves
- Musique : Dickon Hinchliffe
- Pays d'origine :  États-Unis
- Langue : anglais
- Genre : Drame
- Dates de sortie :
  - 11 juin 2010
  -  2 mars 2011

## Distribution
- Jennifer Lawrence : Ree Dolly, 17 ans, aînée des Dolly et nièce de Teardrop.
- John Hawkes : Teardrop Dolly, frère aîné de Jessup et oncle de Ree.
- Lauren Sweetser : Gail, l'amie de Ree.
- Garret Dillahunt : le Shérif Baskin
- Dale Dickey : Merab
- Shelley Waggener (VF : Marie-Laure Beneston) : Sonya, la voisine
- Isaiah Stone : Sonny Dolly, le jeune frère de Ree
- Ashlee Thompson : Ashlee, la petite sœur de Ree
- Kevin Breznahan (en) : « Little Arthur »
- Tate Taylor : Mike Satterfield, le garant.
- Sheryl Lee : April.
- Cody Shiloh Brown : Floyd.

## Accueil

### Accueil critique
Le succès de Winter's Bone auprès de la critique américaine  fut immédiat, la performance de Jennifer Lawrence étant un point récurrent. Le film a reçu 94% de critiques positives sur Rotten Tomatoes, basé sur 174 critiques, d'un score moyen de 8.31/10. Le consensus critique du site note : "Froid, hantant, et pourtant plein d'espoir, Winter's Bone est pour le moment la meilleure œuvre de sa réalisatrice et scénariste Debra Granik — et peut se targuer d'une performance incroyable et éclatante de la part de Jennifer Lawrence." Sur Metacritic, le film a obtenu une note de 90 out of 100.
Roger Ebert attribua au film 4 étoiles sur 4, louant "l'espoir et le courage" inébranlable du personnage de Jennifer Lawrence, toujours optimiste malgré ses tribulations, et félicitant Granik pour sa direction, qui évite les jugements de valeur ou les stéréotypes habituellement accolés à ces personnages. Peter Travers du Rolling Stone considère le film comme "inoubliable", saluant la direction "féroce" de Granik, et le choix de Jennifer Lawrence dans le rôle de Ree. Le critique James Berardinelli écrit que "Winter's Bone est un rappel bienvenu que les thrillers n'ont pas à être bruyants et rutilants pour attirer l'attention du spectateur, et la garder captive."
De nombreux critiques soulignèrent le soin accordé aux personnages féminins. Pour David Edelstein du New York ,"comme héroïne des temps modernes, Ree Dolly n'a pas d'égal". David Denby du New Yorker ira plus loin en sacrant Winter's Bone comme "une des plus grandes œuvres féministes du cinéma".
En France, le film est accueilli tout aussi chaleureusement. Thomas Sotinel remarquera pour Le Monde que "peu de films donnent aux femmes cette place, cette liberté." Pour Libération, Bruno Icher salue "un film extraordinairement moderne, décrivant un monde, le nôtre, qu’on aimerait oublier et qu’il faut bien, de temps en temps, regarder au fond des yeux." Enfin, Jacky Goldberg des Inrockuptibles remarque l'utilisation de "la crise (morale, économique) comme pur moteur fictionnel, davantage soucieuse d’en montrer les effets concrets que d’en dénoncer les causes", mettant cette pratique en parallèle avec celle de Kelly Reichardt dans ses œuvres Old Joy et Wendy et Lucy quelques années plus tôt.

### Box-office
Dans son pays d'origine, Winter's Bone est sorti dans seulement 4 salles le 11 juin 2010, engrangeant 84 794 dollars d'entrées, pointant à la 35e place du box-office. Face à un tel succès, il fut ensuite diffusé dans 39 autres salles, suivant la stratégie de son distributeur Roadside Attractions, qui cibla des villes du "cœur" du pays, comme Minneapolis, Overland Park, Saint-Louis, Springfield (Missouri), Dallas et Denver. Une stratégie commerciale qui s'avéra gagnante, et permettra d'engranger 6 531 503 $ aux États-Unis durant les 45 semaines de projection, pour 9 600 048 $ à l'étranger. Au total, le film engrangera 16 131 551 $, surpassant de loin son budget initial de 2 millions de dollars.

### Distinctions
- Prix du jury - Festival international du film de femmes de Salé 2011
- Grand prix du Jury - Festival du film de Sundance 2010[14]
- Best Feature - Gotham Independent Film Awards 2010[15]
- Best Ensemble Performance - Gotham Independent Film Awards 2010[15]
- Prix du Jury - Festival du cinéma américain de Deauville 2010[14]
- Cheval de bronze - Festival international du film de Stockholm 2010
- Meilleur acteur dans un second rôle pour John Hawkes - Film Independent's Spirit Awards 2010
- Meilleure actrice dans un second rôle pour Dale Dickey - Film Independent's Spirit Awards 2010
- Nomination à l'Oscar du meilleur film[14]
- Nomination à l'Oscar de la meilleure actrice pour Jennifer Lawrence[14].
- Nomination à l'Oscar du meilleur acteur dans un second rôle pour John Hawkes[14].
- Nomination à l'Oscar du meilleur scénario adapté[14] .
- Nomination au Golden Globe de la meilleure actrice dans un film dramatique pour Jennifer Lawrence[14].
- Nomination au Grand prix de l'Union de la critique de cinéma

## Anecdotes
On compte plusieurs différences avec l'intrigue originale. Dans le livre, le trafic de drogue local se centre sur la cocaïne plutôt que sur la méthamphétamine. Tous aspects sexuels ont également été évacués du film, que ce soit les infidélités passées de la mère, ou la tentative de viol de Ree par Little Arthur.
Le film a été quasi-intégralement tourné dans des décors naturels des Monts Ozarks, et compte dans sa distribution
 une majorité d'acteurs amateurs,. Une des raisons pour laquelle la projection du film fut aussi localisée dans le centre des États-Unis était une volonté, selon Roadside Attractions, de Granik elle-même, souhaitant "donner le film aux personnes qui l'ont aidé à lui donner vie".